# Rhyacophila intermedia
Rhyacophila intermedia är en nattsländeart som beskrevs av Mclachlan 1868. Rhyacophila intermedia ingår i släktet Rhyacophila och familjen rovnattsländor. Inga underarter finns listade i Catalogue of Life.